# Ігренський острів
Ігренський острів, острів Ігрень, острів Чаплі — колишній острів біля лівого берега Дніпра. Тепер півострів. З заходу й півдня омивається Дніпром (зараз Дніпровське водосховище), на сході річкою Шиянка, гирлом-рукавом Самари й на півночі — Самарою. Річка Шиянка через будівництво Придніпровської ДРЕС перерита. Довжина з півночі на південь — приблизно 5 км. Ширина зі сходу на захід — 3 км.

## Історія
У Північно-західному куті — залишки слов'янського городища, яке ідентифікують зі столицею уличів — Пересічень. З посиленням кочовиків у степу залишки слов'янського населення степу, що почали прозиватися бродниками, перемістили своє місто з острова північніше за Самарою, на її протилежному, правому березі, й заснували Самар. 
Уночі з 11 на 12 серпня 1635 року козацьке (нереєстрове) військо на чолі з Іваном Сулимою поверталося з походу проти Османської імперії, напало зі сторони Чаплів і зруйнувало щойно збудовану польську фортецю Кодак на протилежному боці Дніпра та винищив її (найману) німецьку залогу з комендантом фортеці, полковником французом Жаном Маріоном.
1660 року тут відбулася Ігренська битва між запорожцями й татарами. За козацької доби існували містечка Ігрень (на півночі, згодом Стара Ігрень, що відома з 1780 року) й Чаплі (відомі як хутір з 1760-х років). 
На острові, на землях на заході селища Чаплі, з 1951 року розпочалося будівництво Придніпровської ДРЕС та місто енергетиків — Придніпровськ, яке згодом увійшло до Самарського району міста Дніпра.
У 1950 - ті роки через Ігренську затоку було споруджено дамбу, річка Шиянка була засипана відходами виробництва Придніпровської електростанції Ігрень перестала бути островом.